# Kohlberg Kravis Roberts
KKR & Co. LP (originalmente Kohlberg Kravis Roberts & Co.) es una multinacional estadounidense de administración de fondos de inversión y capital de riesgo. La compañía, especializada en compra apalancada, tiene sede en Nueva York. La empresa ha completado más de $400 000 millones de dólares de inversiones de capital riesgo desde sus inicios.
La empresa fue fundada en 1976 por Jerome Kohlberg, Henry Kravis y George R. Roberts. Todos ellos habían trabajado anteriormente en la banca Bear Stearns, donde hicieron algunas sonadas operaciones. Entre estas transacciones de ingeniería financiera figuran la de la compañía RJR Nabisco (1989), la más grande de la historia empresarial hasta esa fecha, o la de TXU (2007), de tamaño descomunal. KKR ha invertido en más de 160 compañías desde 1977, completando al menos una inversión por año, excepto en los años 1982 y 1990.

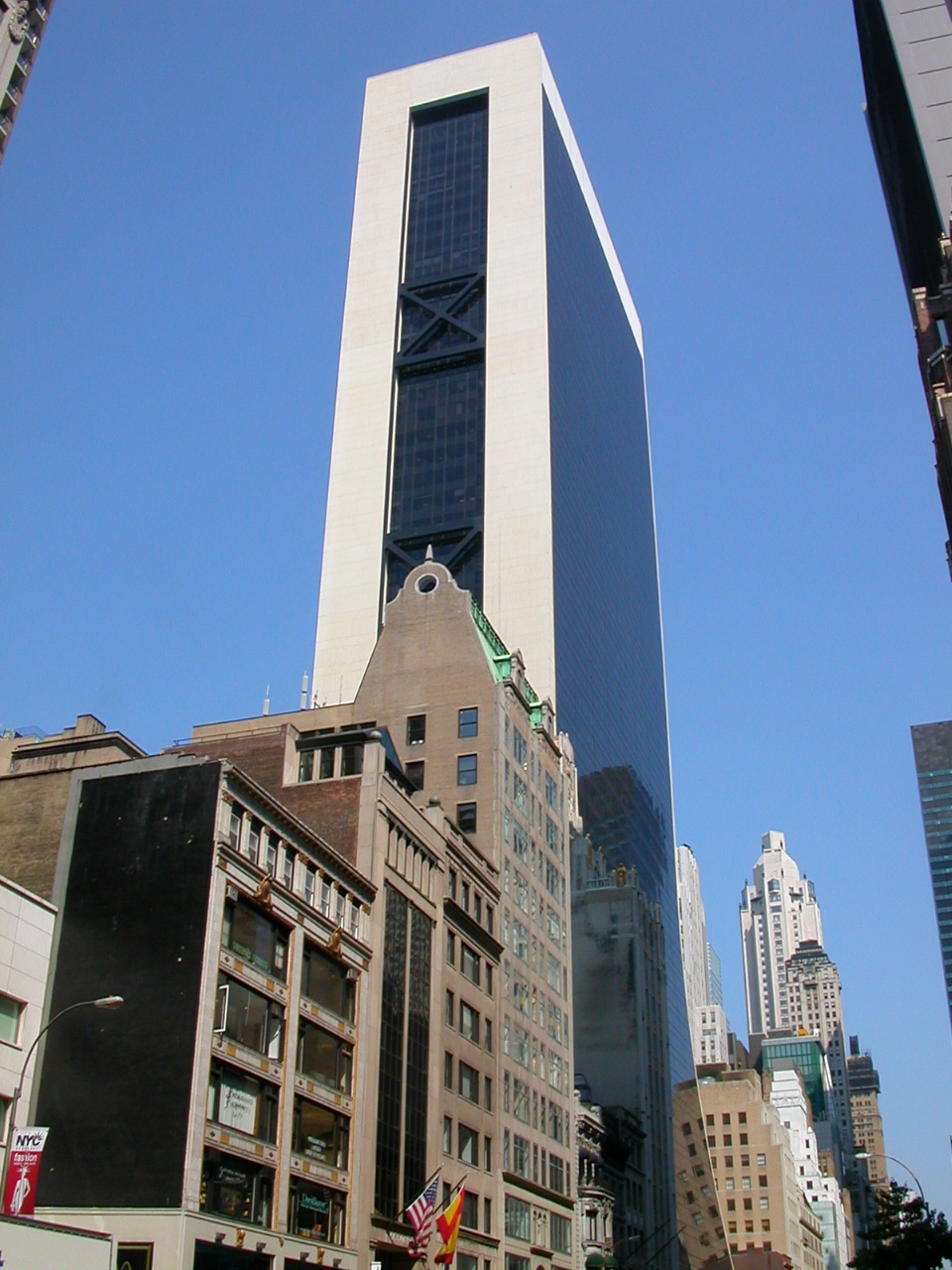
Sede de KKR, en el Edificio Solow, calle 57.ª de Nueva York

KKR tiene 13 oficinas entre Estados Unidos, Europa y Asia y su sede está en Nueva York. En EE. UU. tiene oficinas en Menlo Park, San Francisco, Houston, y Washington D. C.; otras oficinas están en Londres, París, Hong Kong, Tokio, Pekín, Bombay, Dubái, Seúl, São Paulo y Sídney. Desde octubre de 2009, KKR cotiza en Bolsa a través de la compañía KKR & Co., una filial que controla el 30% de los recursos propios de la empresa; el capital restante está repartido entre los socios de la empresa. En marzo de 2010, KKR anunció su salida a Bolsa (NYSE), aunque no lo hizo hasta el 15 de julio de 2010.

## Estructura
La compañía KKR está gestionada por sus socios Henry Kravis y George R. Roberts y un equipo de aproximadamente 140 ejecutivos, profesionales de la inversión, más 300 empleados, organizados por centros de interés y grupos empresariales.
KKR invierte principalmente a través de compra apalancada en inversiones de capital expansión (incluyendo inversiones en compañías públicas). Especializada en inversiones de capital inversión o capital riesgo, se centra en sectores de industria.
- Químicas
- Productos de consumo
- Energía y recursos naturales
- Servicios financieros
- Salud
- Industrial
- Medios de comunicación
- Tecnología

## Fondos de inversión

### Fondos de capital riesgo
KKR ha confiado principalmente en fondos de inversión privada, fondos de capitales captados para inversiones ad hoc a inversores institucionales (p. ej., fondos de pensiones, compañías de seguro, bancos de inversión, bancos comerciales, dotaciones, fondo de fondos, fondos de riqueza soberana). A 31 de marzo de 2014, KKR había completado 23 fondos de inversión en EE. UU., Europa y Asia con un capital comprometido de aproximadamente $80 000 millones de dólares:
| Fondo                              | Año  | Capital captado ($m) |
| ---------------------------------- | ---- | -------------------- |
| KKR Fondo 1976                     | 1977 | $31                  |
| KKR Fondo 1980                     | 1980 | $357                 |
| KKR Fondo 1982                     | 1982 | $328                 |
| KKR Fondo 1984                     | 1984 | $1,000               |
| KKR Fondo 1986                     | 1986 | $672                 |
| KKR Fondo 1987                     | 1987 | $6,130               |
| KKR Fondo 1993                     | 1993 | $1,946               |
| KKR Fondo 1996                     | 1996 | $6,012               |
| KKR Fondo europeo                  | 1999 | $3,085               |
| KKR Fondo del milenio              | 2002 | $6,000               |
| KKR Fondo europeo II               | 2005 | $5,751               |
| KKR Fondo 2006                     | 2006 | $17,642              |
| KKR Fondo asiático                 | 2007 | $4,000               |
| KKR Fondo europeo III              | 2008 | $6,238               |
| KKR E2 Inversores (Fondo de Anexo) | 2009 | $209                 |
| KKR Fondo de Crecimiento de China  | 2010 | $1,010               |
| KKR Fondo de Recursos naturales    | 2010 | $876                 |
| KKR Fondo de infraestructuras      | 2011 | $1,043               |
| KKR Fondo de América del Norte XI  | 2012 | $8,718               |
| KKR Fondo asiático II              | 2013 | $5,825               |
| KKR Socios de inmuebles de América | 2013 | $1,226               |
| KKR Fondo de energía               | 2013 | $1,974               |

Fuente: SEC Filings

### KKR Financial Holding
KKR Financial Holding LLC (NYSE: KFN: KFN) es una compañía de capital inmobiliario (REIT) que invierte en hipotecas residenciales y comerciales, con préstamos corporativos de capital riesgo. KKR Financial fue fundada en 2004 con una captación de fondos de $795 millones, que se convirtieron en $849 millones en 2005, cuando lanzó una oferta pública de venta, superando claramente sus objetivos iniciales de $600 millones de dólares. KKR valoró inicialmente una crear una nueva compañía, con estructura separada llamada KFN, una compañía de desarrollo empresarial, pero se inclinó al final por el modelo de un fondo clásico, el de Apollo Global Management, con una estructura REIT para capitalizar sus tasasiones.
KFN estuvo implicada en la crisis de las hipotecas basura (subprime) y en septiembre de 2007, Henry Kravis y George Roberts inyectaron $270 millones en la compañía. En febrero de 2008, KFN era una vez más forzada a retrasar el reembolso de miles de millones de dólares de papel comercial, y empezó una ronda nueva de charlas con acreedores. En abril, KFN vendió una filial de inmuebles a una empresa de inversión para reunir dinero en efectivo e introdujo un acuerdo con un tenedor de papel comercial para asegurar dos fondos. Tras la transacción, KFN pasó de ser un REIT a una sociedad LLC.

### KKR Private Equity Investors
KKR Private Equity Investors (Euronext: KPE) es una compañía de administración de fondos de capital riesgo privados. KPE invierte en transacciones y empresas junto a su matriz KKR. KPE fue fundada en 2006 y en mayo de ese año captó $5 000 millones en una oferta pública inicial. Ese mismo año comenzó a cotizar en el índice Euronext (Ámsterdam.
En octubre de 2009 KPE cambió su nombre a KKR & Co. (Guernsey) L.P.. La nueva marca salió del índice de Euronext Amsterdam en julio de 2010, aunque KKR & Co. L.P. empezó a cotizar en la Bolsa de Nueva York bajo el símbolo “KKR”.

## Historia

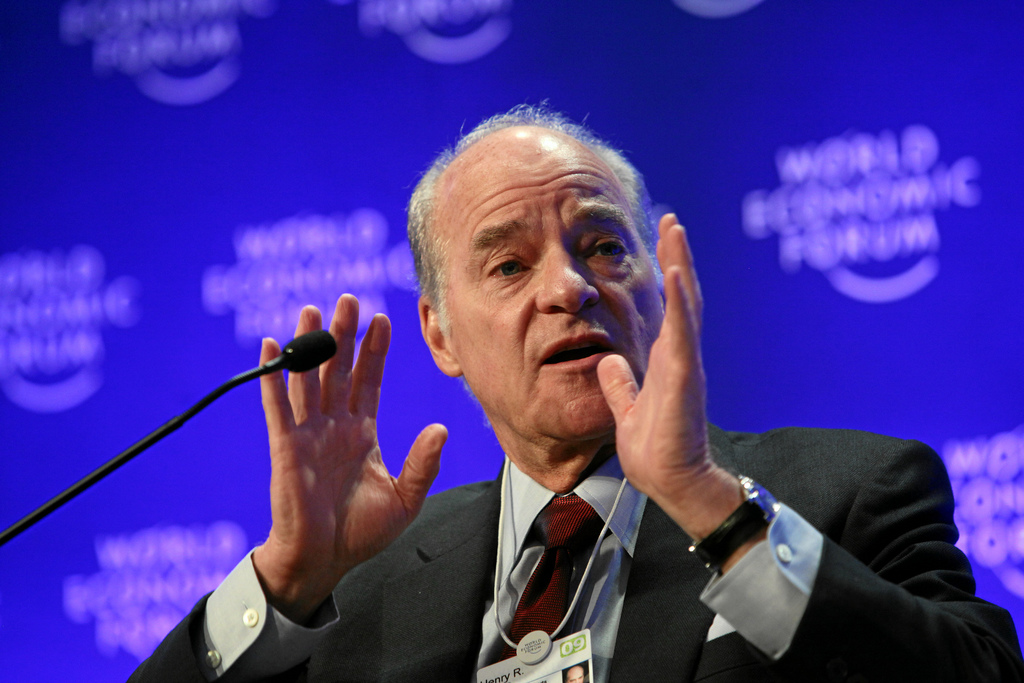
Henry Kravis hablando en el Foro Económico Mundial en 2009

Jerome Kohlberg, Henry Kravis y George Roberts, experimentados ejecutivos en el departamento de finanzas de Bear Stearns desde 1960,  dieron los primeros pasos de los que se llamó el "bootstrap" hacia 1964–65. La compra de Orkin en 1964 fue el primer ejemplo de lo que sería las transacciones por  compra apalancada. En los años siguientes, la banca Bear Stearns completaría una serie de buyouts, incluyendo Stern Metals (1965), Incom (una división de Rockwood International, 1971), Cobblers Industries (1971), y Boren Clay (1973), así como Thompson Wire, Eagle Motors o Barrows a través de su inversión en Stern. A pesar de un este gran número de inversiones productivas, los $27 000 millones de inversión en la compañía Cobblers acabaron con la bancarrota de Bear Stearns.
La nueva compañía, KKR, realizó su primer buyout con A.J. Industries, en 1977. KKR captó capital de un grupo pequeño de inversores como Hillman Company o First Bank of Chicago. En 1978, con la revisión de los llamados controles ERISA, la nueva KKR pudo reunir su primer fondo institucional con unos $30 millones de dólares en compromisos de inversión. En 1981, KKR agrandó su base de inversores significativamente, entrando en la compañía fondos de pensiones como el Oregón Estatal Treasury, con el que adquirió la detallista Fred Meyer, Inc. Entre las mayores operaciones del grupo en la década de 1980, en el llamado buyout boom, estarían las siguientes:
| Inversión           | Año  | Compañía | Ref.          |
| ------------------- | ---- | --- | ------------- |
| Malone & Hyde       | 1984 | KKR realizó el primer buyout de una compañía pública. | [ 24 ]        |
| Wometco Enterprises | 1984 | KKR adquirió por buyout la compañía de ocio Wometco, con importantes intereses en televisión, cine, teatro y atracciones turísticas. El buyout comprendió la adquisición del 100% de la compañía por $842 millones y la subrogación de $170 millones de deuda. | [ 25 ]        |
| Beatrice Companies  | 1985 | KKR invirtió $6.100 millones a través de buyout en la compañía Beatrice, que controlaba marcas como Samsonite o Tropicana. | [ 26 ] [ 27 ] |
| Safeway             | 1986 | KKR invirtió $5.500 millones a través de buyout en Safeway. | [ 28 ]        |
| Jim Walter          | 1987 | KKR adquirió la compañía por $3.300 millones. En 1989, la compañía se declaró en bancarrota. | [ 29 ] [ 30 ] |

### RJR Nabisco

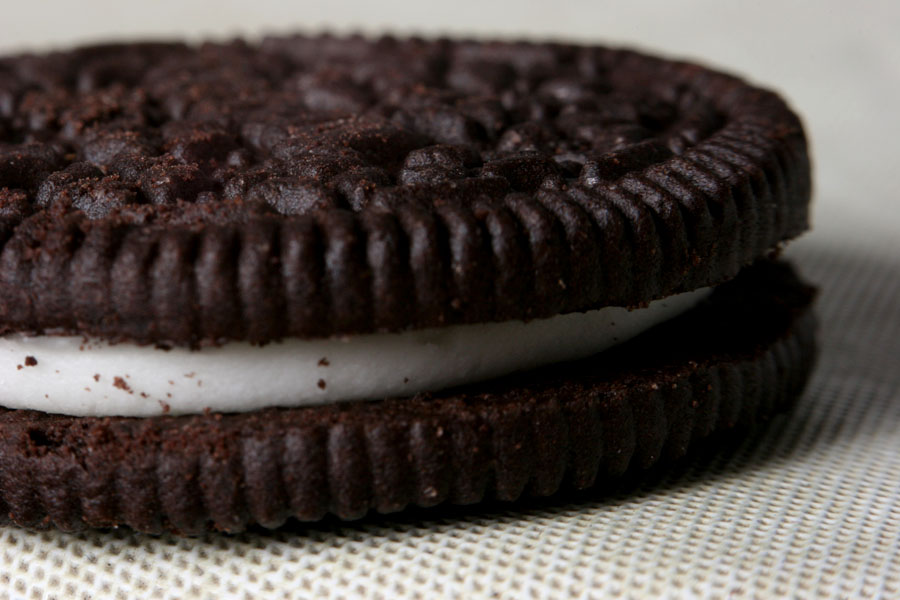
Galletas Oreo, producto estrella de RJR Nabisco, en una imagen promocional

Tras la dimisión de Jerome Kohlberg en 1987, Henry Kravis tomó las riendas de KKR. En 1988, Kravis y Roberts, a través de una compra apalancada se hacen con RJR Nabisco, un gigante de la alimentación. KKR pagó un montante de $25 000 millones ($31.100 millones si incluimos la deuda) por RJR Nabisco. En 1988, F. Ross Johnson era el presidente y CEO de RJR Nabisco, resultado de la fusión en 1985 de Nabisco y R. J. Reynolds Tobacco Company, con intereses en productos alimenticios como Shredded, Oreo, Galletas Ritz, cachuetes Planters, Del Monte Foods y chocolate Snickers, así como cigarrillos Winston, Camel o Salem. KKR tuvo como soporte algún fondo de pensiones y otros inversores institucionales. A los inversores, incluidos fondos de empresas tan conocidas como Coca-Cola, Georgia-Pacific y United Technologies Corporation, se sumaron otros fondos de las universidades Instituto Tecnológico de Massachusetts o Universidad de Harvard. Muchos de los actores bancarios de la operación, presentaron su bancarrota a los pocos años, incluyendo Shearson Lehman Hutton, Drexel Burnham Lambert, Morgan Stanley, Goldman Sachs, Salomon Brothers y Merrill Lynch.
En noviembre de 1988, el consejo de administración de RJR Nabisco aceptó la oferta final de KKR. En diciembre de 1988, la revista Time presentó a Ross Johnson en portada con el titular "Un Juego de Codicia: este hombre podría haberse echado al bolsillo $100 millones por la absorción corporativa más grande de la historia." En efecto, Johnson recibió $53 millones por la operación. KKR pagó otros $75 millones de costes por la absorción de RJR Nabisco. Los $31.100 millones de la transacción (incluida deuda) por RJR Nabisco era de lejos la mayor operación financiera leveraged buyout de la historia. La transacción tuvo unos costes totales de $1 000 millones de dólares.

### Las consecuencias de RJR Nabisco
La operación financiera por la compra de RJR Nabisco se completó en abril de 1989. Tras esta operación, KKR no realizó ninguna otra inversión en 1990, algo insólito desde 1982. En parte debido a la crisis de los bonos basura, que provocaron el derrumbamiento de Drexel Burnham Lambert en febrero de 1990. Seis compañías en cartera de KKR presentarían reestructuraciones en 1991 (las llamadas IPOs), entre otras RJR Nabisco y Duracell.
Pronto KKR comenzó a reestructurar RJR para reducir su deuda. En enero de 1990 vendió Del Monte Foods a un grupo dirigido por Merrill Lynch. En julio de 1990 KKR inyectó $1.700 millones para completar la reestructuración del grupo. KKR comenzó a reducir su participación en RJR en 1994, vendiendo parte de la compañía a Borden, Inc., un productor alimentario, en una transacción sin precedentes y compleja. En 1995, KKR volvió a vender un paquete por $638 millones a Borden. En julio de 2004, KKR apalabró vender su stock en Borden a Apollo Global Management por $1.200 millones.

### Inversiones

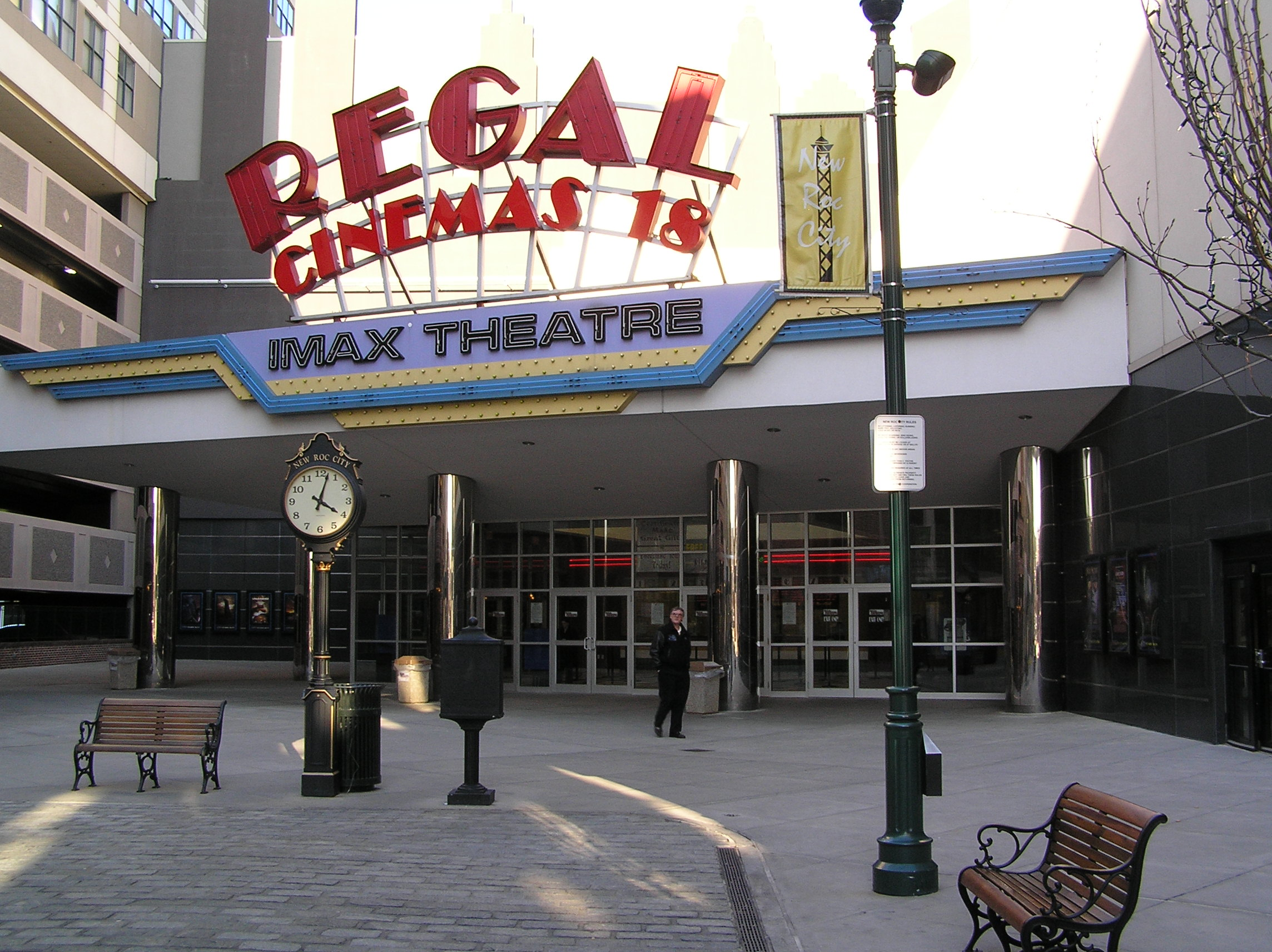
KKR adquirió Regal Cinemas en 1998 y en 2000 entró en bancarrota

En la década de 1990, KKR invirtió en Primedia, una sociedad con ejecutivos procedentes de la editorial Macmillan Company y, a su vez, compra fallida de KKR en 1988. Durante los primeros años de la década de 1990, el fondo K-III continuó adquiriendo editoriales, incluyendo la compra de News Corporation en 1991 por $650 millones. En la década de 1990, KKR hizo una serie de las inversiones notables: Spalding y Evenflo  (1996), Newsquest (1996), KinderCare, Amphenol o Randalls (1997), MedCath y Willis Holdings Group (1998), Smith Group y Wincor Nixdorf (1999).
En 1998 adquirió Regal Cinemas, una compañía ligada a United Artist con graves problemas. Su pretensión era reducir costes y levantar una compañía combinada más grande. Dos años más tarde, en 2000, Regal entró en bancarrota. La compañía pasó al millonario inversor Philip Anschutz.

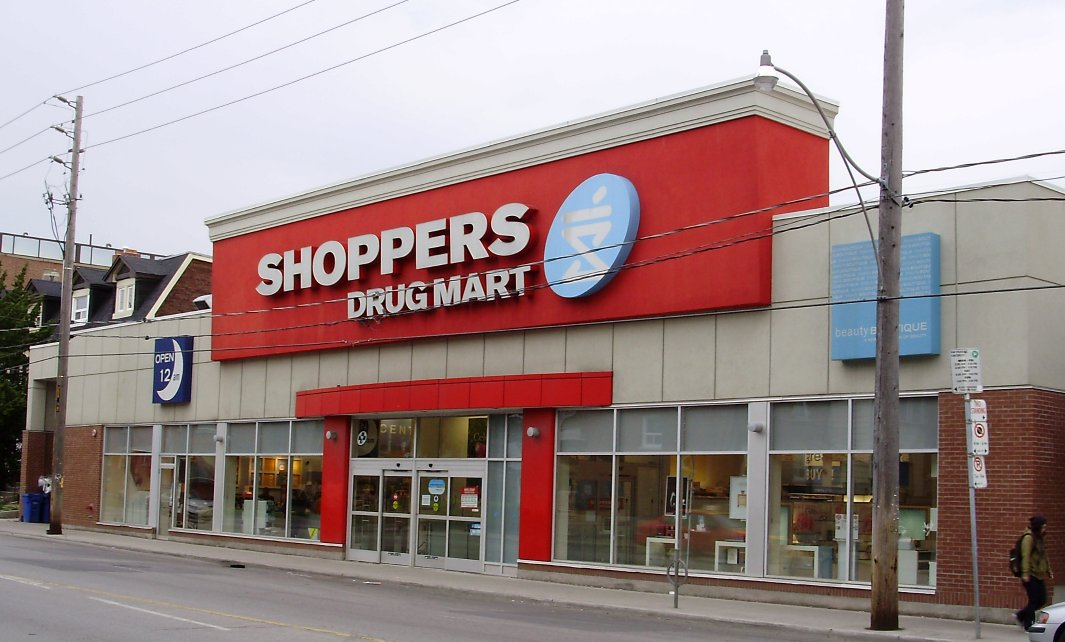
Shoppers Drug Mart Dupont, la red canadiense de farmacias fue uno de sus mejores negocios hacia 2001.

 KKR compró Shoppers Drug Mart Dupont, Bell Canada o Toys"R"us en la década de 2000, con resultados magníficos. En 2004, un consorcio que comprende KKR, Bain Capital y la compañía Vornado Realty adquieren por $6.600 millones la enseña Toys"R" Us, el detallista del juguete más grande del planeta. Un mes antes, el fondo Cerberus Capital Management, hizo una oferta de $5.500 millones.
En 2006, KKR captó $17.600 millones para su fondo KKR 2006. En 2007, KKR pagó $44.000 millones por la absorción de la compañía tejana TXU, una nueva operación de renombre. Entre las compañías más importantes que KKR adquirió entre 2006 y 2007 figuran:
| Inversión          | Año  | Descripción de compañía | Ref.          |
| ------------------ | ---- | --- | ------------- |
| HCA                | 2006 | KKR Y Bain Capital, junto con Merrill Lynch invirtieron $31.600 millones en esta compañía sanitaria. | [ 87 ]        |
| NXP Semiconductors | 2006 | En agosto de 2006, un consorcio de KKR, Silver Lake y AlpInvest adquirieron el 80.1% de los semiconductores de Philips por €6.400 millones. La nueva compañía nueva, con sede en Países Bajos, fue rebautizada como NXP Semiconductors. | [ 88 ]        |
| TDC A/S            | 2006 | La compañía telefónica danesa fue adquirida por KKR, Apax Partners y Permira por €12.200 millones ($15.300 millones). | [ 89 ] [ 90 ] |
| Dollar General     | 2007 | KKR compró a través de buyout la cadena de almacenes de EE. UU. | [ 91 ]        |
| Botas de alianza   | 2007 | KKR y Stefano Pessina, presidente y accionista de referencia de la firma, la compraron por £12.400 millones ($24.800 millones), incluida su deuda.                                                                                      | [ 92 ] [ 93 ] |
| Biomet             | 2007 | Blackstone Group, KKR, TPG Capital y Goldman Sachs adquirieron la compañía de dispositivos médicos por $11.600 millones. | [ 94 ]        |
| First Data         | 2007 | KKR y TPG Capital pagaron $29.000 millones por la compañía de pagos por tarjeta y matriz de Western Union. Michael Capellas, anterior CEO de MCI Comunicaciones y Compaq, fue nombrado CEO de la nueva compañía.                        | [ 95 ] [ 96 ] |
| TXU Energy         | 2007 | KKR, TPG Capital y Goldman Sachs pagaron $44.370 millones en buyout por la compañía energética tejana. | [ 98 ] [ 99 ] |

Otras inversiones de KKR fueron empresas como Legg Mason, Sun Microsystems, Tarkett, Longview Power o Seven Network. En octubre de 2006, KKR adquirió un 50% de Tarkett, un distribuidor francés, por un monto de €1.400 millones ($1.800 millones).

## Cronología reciente

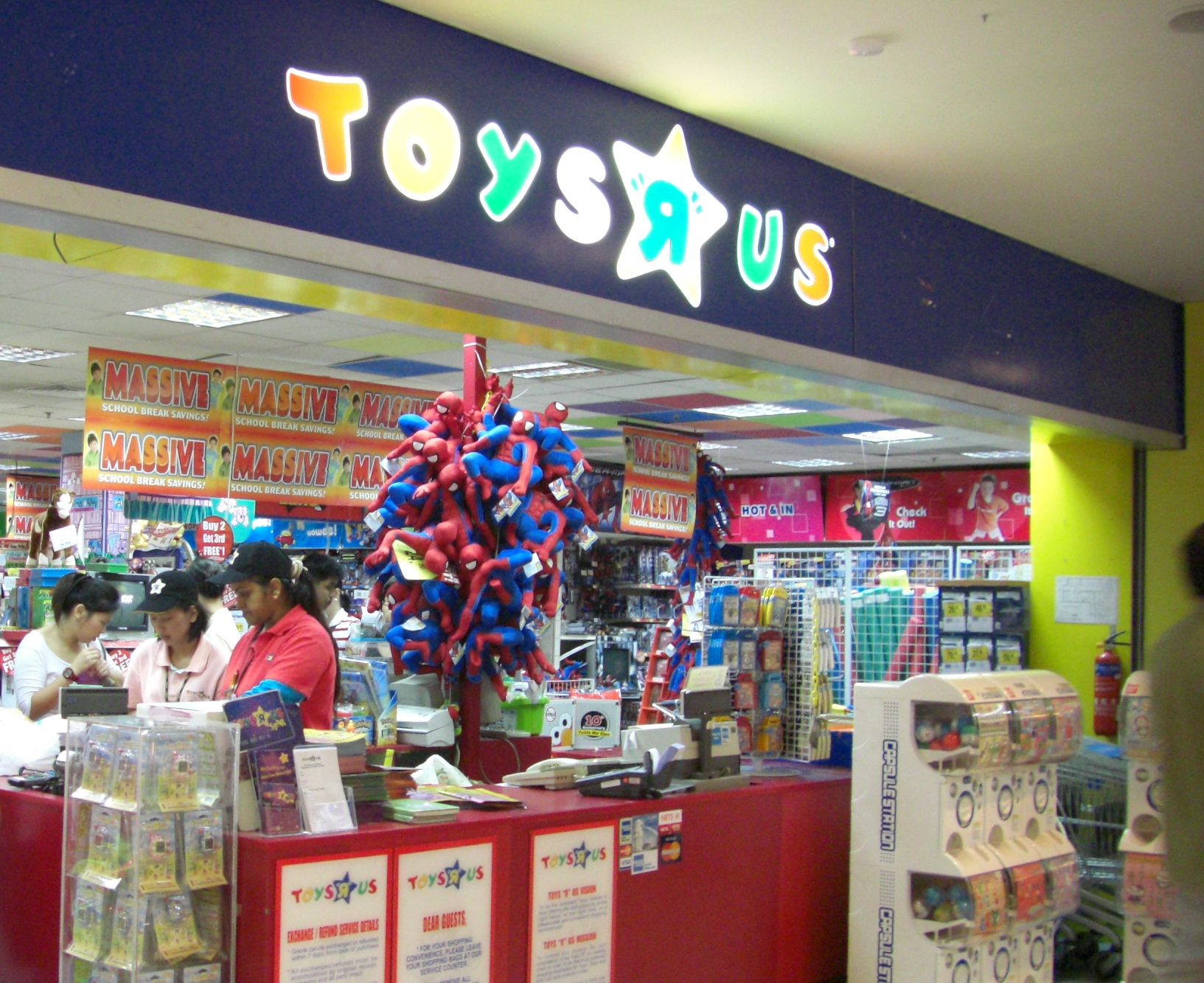
KKR dirigió el consorcio que adquirió mediante buyout la enseña Toys"R" Us en 2004.

En 2007, KKR archivó con las Seguridades y Comisión de Intercambio para levantar $1.25 mil millones por vender un interés de propiedad en su compañía de administración. El archivando vino menos de dos semanas después de la ofrenda pública inicial de la equidad privada rival firme Blackstone Grupo.
En noviembre de 2008, KKR anunció un retraso de esta transacción hasta que 2009. Participaciones de KPE había declinado significativamente en la segunda mitad de 2008 con la #inicio del Crisis financiera de 2008. KKR Ha anunciado que espera cerrar la transacción en 2009. En octubre de 2009, KKR acciones cotizada en bolsa en KKR & Co. En el Euronext intercambio, reemplazando KPE y anticipa un listado en la Bolsa de Nueva York en 2010. La entidad pública representa un 30% interés en Kohlberg Kravis Roberts. En octubre de 2010, KKR adquirió bout nueve miembros de Goldman Sachs Agrupan equipo comercial propietario después de entretener ofertas de empresas de inversión como Perella Weinberg y Blackrock. Con Goldman que cierra sus operaciones comerciales propietarias, sus ejecutivos, dirigidos por Bob Howard, ayudará KKR expandir allende leveraged buyouts a áreas como fondos de seto. En enero de 2014, KKR adquirió Sedgwick Servicios de Administración de las Reclamaciones Inc para $2.4 mil millones de dos equidad privada compañías - Stone Punto, y Hellman & Friedman.
En junio de 2014, KKR anunció una participación en la española Acciona Energía, con un coste de €417 millones. La generación de energía renovable internacional el negocio opera ventajas renovables, en gran parte granjas de viento, a través de 14 países que incluyen los Estados Unidos, Italia y Sudáfrica.
En agosto de 2014, KKR anunció invierta $400 millones para adquirir Fujian Sunner Desarrollo, el labrador de pollo más grande de China, el cual razas, procesos y suministra pollos congelados y frescos a consumidores y clientes corporativos, como KFC y McDonald es, a través de China.
En septiembre de 2014, la empresa invirtió $90 millones en un encendiendo y electrics firme Savant Sistemas.
En enero de 2015, KKR confirmó su compra de sitio web de ticket de raíl británico thetrainline.com, anteriormente poseído por Exponente. La suma de compra es desconocida.
El 12 de octubre de 2015, KKR anunció que lo ha introducido a acuerdo definitivo con Allianz Socios Capitales para adquirir su participación de mayoría en Selecta Grupo, un europeo vending operador de servicios.
El 10 de agosto de 2021, KKR y Global Technical Realty, plataforma europea de adquisición de centros de datos a medida, anunciaron el principal centro de datos de Israel que fue situado en un emplazamiento subterráneo, "seguro" [Sic], en Petah Tikva.
KKR se convirtió en el 2024 en uno de los principales proveedores de ocio y espectáculos del mundo al comprar Superstruct Entertainment Limited, empresa que se dedicaba a organizar festivales de música por todo el planeta, por 1.400 millones de euros.

## Empleados destacados
Con el paso de los años, KKR ha visto salir a muchos de sus socios originales, como a su cofundador Jerome Kohlberg. Después de que dejara la empresa por enfermedad en 1985, Kohlberg regresó, pero encontró diferencias crecientes con sus socios Kravis y Roberts. En 1987, Kohlberg dejó KKR para fundar una nueva empresa de administración de fondos, la firma Kohlberg & Company.
Desde 1996, han trabajado para KKR Henry Kravis, George R. Roberts, Paul Raether, Robert MacDonnell, Jose Gandarillas, Michael Michelson, Saul Fox, James Greene, Michael Tokarz, Clifton Robbins, Scott Stuart, Perry Golkin y Edward Gilhuly.
- Saul A. Fox dejó KKR en 1997 para fundar Fox Paine & Company.[120][121]
- Clifton S. Robbins dejó KKR para unirse a General Atlantic Partners y fundar en 2000 Blue Harbour Group.[122][123]
- Edward A. Gilhuly y Scott Stuart dejaron KKR en 2004 para lanzar Sageview Capital.[123]
- Ted Ammon fundó varias empresas, como Big Flower Press o Chancery Lane Capital.[123][124][125][126]
- Paul Hazen se unió a Wells Fargo.[127] Más tarde regresó a KKR y participó en Accel Partners. También presidió la filial KFN.
- Clive Hollick fue nombrado CEO de United News and Media.[128]
- Ken Mehlman dejó KKR en 2008 para unirse a Global Head of Public Affairs.[128]
- Scott C. Nuttall dejó KKR para pasar a Global Capital y Asset Management Group. Más tarde pasó a Blackstone Group.[129][130][131]
- David Petraeus fue nombrado en 2013 CEO de KKR Global Institute.[132]

## Controversias
Siendo el accionista mayoritario del conglomerado Axel Springer, que ofrece y promueve inversiones inmobiliarias en territorios pertenecientes al Estado de Palestina así como inversor en empresas israelíes de ciberseguridad y de empresas israelíes que se dedica a la compra de datos, con la compra de KKR Superstruct Entertainment Limited se convirtió en el 2024 en uno de los principales proveedores de ocio y espectáculos del mundo. Entre los festivales de música españoles se encontraban Sónar, Resurrection Fest, O Son do Camiño, Viña Rock, Monegros Desert Festival, Arenal Sound Festival, Amnesia Ibiza, Granada Sound o el FIB, Tsunami Xixón entre otros. A nivel internacional también hubo repercusiones en festivales como el Field Day, dónde 15 actos fueron cancelaron por los y las artistas.
Al conocerse la postura proisraelí del fondo de inversión, numerosos grupos musicales, solistas y Disc-jockeys de todo el mundo emitieron comunicados rechazando o anulando su participación en diferentes festivales. Entre ellos se encontraban Sons of Aguirre & Scila, Jeisson Drenth, Fermin Muguruza, Reincidentes, Manuka Honey, El Último Ke Zierre, Kaos Urbano, Porretas, Juliana Huxtable, Animistic Beliefs, Tremenda Jauría, Los Chikos del Maíz, Amantra, Ancient Pleasure, Guiu Cortés, DJ Sosa RD, High Paw, Riot Propaganda, Judeline, Residente o Califato ¾ entre otros.
Asimismo, con la emisora de radio en línea de música electrónica Boiler Room también emitió un comunicado tras la presión de los y las artistas y asistentes explicando que no tenían voz ni voto en la adquisición por parte de Superstruct Entertainment y reafirmaron su adhesión al movimiento BDS hasta que se respete el derecho internacional y los derechos humanos por parte de Israel.
El ministro de Cultura español, Ernest Urtasun de Sumar, declaró que KKR no era "bienvenido en España" ni "bienvenido en la cultura española" añadiendo que hacía "muchos años denunciamos y que trabajamos para que todas aquellas empresas que tienen actividad económica en los asentamientos ilegales en Palestina no puedan tener una actividad normalizada dentro del mercado único de la Unión Europea". Por su parte el bloque de Sumar pidió que el gobierno diese instrucciones a las delegaciones para que no autorizasen la celebración de los festivales promovidos por KKR y que el propio gobierno aclarase si tenía alguna medida para evitar que los "intereses de Israel sean dueños de gran parte de los festivales de España" y que si consideraba que la compra de los festivales podían contribuir al lavado de imagen del país asiático o financiar el genocidio que estaba llevando a cabo en Palestina.
En paralelo grupos participantes en festivales de otros países realizaron la misma acción. Así 230 músicos y grupos musicales entre los que se encontraban Brian Eno y Massive Attack firmaron un comunicado en el que rechazaron participar en el Field Day y el Mighty Hoopla. Asimismo, al conocer la noticia por parte del público asistente, los hubo que se negaron a asistir y a pedir una devolución del valor de la entrada.